# Чернишов Юрій Костянтинович
Чернишов Юрій Костянтинович (1941 — 31 жовтня 2018) — Кандидат в майстри спорту з альпінізму, Кандидат в майстри спорту зі скелелазіння, інструктор-методист 2-ї категорії, володар жетона «Рятувальний загін» (№ 270). Чемпіон України. Кандидат технічних наук, професор кафедри інформатики Національного аерокосмічного університету «ХАІ».
Альпінізмом почав займатися в 1965 р в альпсекції ХДУ «Буревісник», першу вершину підкорив в а/т «Цей». Після закінчення школи інструкторів працював в а/т «Баксан», «Цей», «Алібек», «Артуч», «Ельбрус», «Варзоб», «Безенгі» з новачками і значкістами — 250 днів, з розрядниками 3-, 4-, 5-го етапів — 400 днів, тренером на зборах і в експедиціях в 1982 році (ущ. Квіш, в районі піка Леніна), в 1983, 1989 рр. тренером і начспасом, в 1972 році — в Харківській школі інструкторів. Всього 900 днів.
Здійснених сходжень близько 200, з яких 26 — 5 к.с. (категорія складності). Найбільший інтерес представляють: пік Акма по півд. стіні, 5А, першопроходження; вершина Киїк-Балхана, Зах. бастіон по півд.-зах. стіні, 5А (Південно-Західний Памір), першосходження — чемпіон України (1973); Домбай-Ульген, Зах., з півдня по стіні ЦДСА (у двійці з Б. Маргулісом) (1974); Діамар по північному заході, 5А (у двійці з А. Хлібовим) (1978); пік Леніна, через скелю Ліпкіна, 5А (1982); пік Корженевської по Цетліну, 5А (в команді: Г. Копійка, П. Сизонов, А. Єльков, Б. Поляковський) (1983); Замок по півн.-схід. стіні, 5Б (1985); Шхара Гол., по півн. ребру (маршрут Томашека), 5Б (1986); Коштан-тау з північного заходу, 5Б (1987). У Кримських горах пройшов маршрут на Куш-кає, 4Б з В. Барсуковим в 1976 році.
З 1967 по 1972 рік — член бюро альпіністської секції Харкова. Брав участь у 6 рятувальних роботах, найскладніші з них: вершина Домбай-Ульген, 5Б — командир рятувально-транспортувального загону (1974); вершина Накра, 4Б — командир рятувавального загону (1982).

## Ресурси Інтернету
- [Архівовано 9 лютого 2019 у Wayback Machine.] Ветеран альпинизма и скалолазания — Чернышов Юрий Константинович